# Біллі Бойд (актор)
Вільям Натан Бойд (англ. William Nathan Boyd, нар. 28 серпня 1968), більш відомий як Біллі Бойд (англ. Billy Boyd) — шотландський актор і музикант.
Відомий ролями Переґріна «Піпіна» Тука в епічній кінотрилогії Пітера Джексона «Володар перснів» (2001—2003), Баррета Бондена у фільмі «Володар морів» (2003), озвучуванням Ґлена і Ґленди (пізніше Дж. Дж. Валентайна) у фільмі «Нащадок Чакі» (2004) та другому сезоні телесеріалу «Чакі» (2022).

## Життєпис

### Ранні роки
Народився в Глазго, Шотландія, у сім'ї Вільяма та Мері Бойд. Обоє батьків померли з різницею в рік, коли Бойд був ще підлітком, тому його разом з старшою сестрою Маргарет виховувала бабуся. Перш ніж почати акторську кар'єру, шість років працював палітурником. Після закінчення Шотландської королівської академії музики та драми виступав на театральній сцені.

### Кар'єра
Розпочав свою кінематографічну кар'єру, знявшись у телесеріалі «Таґґерт» (1996), фільмах «Стрибок солдата» (1998) і «Історія міських привидів» (1998). Його проривом і найпомітнішою акторською роллю стала роль Переґріна «Піпіна» Тука у трилогії «Володар перснів» (2001—2003). Бойд написав мелодію та виконав пісню «The Edge of Night», яка потрапила у «Володар перснів: Повернення короля». Пісня також була використана в трейлері фільму «Хоббіт: Битва п'яти воїнств» (2014) — останньому в трилогії «Хоббіт». Бойд також написав і виконав пісню «The Last Goodbye», яка звучить під час фінальних титрів фільму.
У 2004 році він озвучив Ґлена та Ґленду, нащадків Чакі та Тіффані у фільмі «Нащадок Чакі», а також знявся в епізодичній ролі в популярному шотландському ситкомі Still Game у другому епізоді першого сезону.
У 2022 році приєднався до акторського складу другого сезону телесеріалу «Чакі», озвучивши об'єднане втілення Ґлена та Ґленди — Дж. Дж. Валентайна.

## Фільмографія

### Кіно
| Рік  | Назва українською                  | Оригінальна назва                                 | Роль                                 | Примітки                                                                            |
| ---- | ---------------------------------- | ------------------------------------------------- | ------------------------------------ | ----------------------------------------------------------------------------------- |
| 1998 |                                    | The Soldier's Leap                                | Поштар                               | Короткометражний фільм                                                              |
| 1998 | Історія міських привидів           | Urban Ghost Story                                 | Лоан Шарк                            |                                                                                     |
| 1999 |                                    | Julie and the Cadillacs                           | Джиммі Кемпбелл                      |                                                                                     |
| 2001 | Володар перснів: Братерство персня | The Lord of the Rings: The Fellowship of the Ring | Переґрін Тук                         |                                                                                     |
| 2002 | Володар перснів: Дві вежі          | The Lord of the Rings: The Two Towers             | Переґрін Тук                         |                                                                                     |
| 2003 | Володар перснів: Повернення короля | The Lord of the Rings: The Return of the King     | Переґрін Тук                         |                                                                                     |
| 2003 | Володар морів                      | Master and Commander: The Far Side of the World   | Баррет Бонден                        |                                                                                     |
| 2004 | Нащадок Чакі                       | Seed of Chucky                                    | Ґлен та Ґленда                       | Озвучування                                                                         |
| 2005 |                                    | On a Clear Day                                    | Денні                                |                                                                                     |
| 2005 | Історії загублених душ             | Stories of Lost Souls                             | снайпер                              |                                                                                     |
| 2005 |                                    | Midsummer Dream                                   | Пак                                  | Озвучування                                                                         |
| 2006 |                                    | The Flying Scotsman                               | Малкі                                |                                                                                     |
| 2007 |                                    | Save Angel Hope                                   | Вінс Сендхерст                       | Телефільм                                                                           |
| 2008 |                                    | Stone of Destiny                                  | Білл Крейґ                           |                                                                                     |
| 2009 | Джек і Джилл: Любов на валізах     | Jusqu'à toi                                       | Руфус                                |                                                                                     |
| 2010 |                                    | Pimp                                              | шеф                                  |                                                                                     |
| 2010 |                                    | Glenn, the Flying Robot                           | Джек                                 |                                                                                     |
| 2011 | Екстазі                            | Irvine Welsh's Ecstasy                            | Вудсі                                |                                                                                     |
| 2012 |                                    | The Forger                                        | Берні                                |                                                                                     |
| 2012 |                                    | Dorothy and the Witches of Oz                     | Нік Чоппер                           |                                                                                     |
| 2012 |                                    | Space Milkshake                                   | Антон                                |                                                                                     |
| 2014 |                                    | The Alpha Invention                               | хлопець                              | Короткометражний фільм                                                              |
| 2014 | Хоббіт: Битва п'яти воїнств        | The Hobbit: The Battle of the Five Armies         | н/з                                  | Був співавтором та виконавцем пісні "The Last Goodbye", яка звучить в титрах фільму |
| 2015 | Мара і Носій Вогню                 | Mara and the Firebringer                          | турист                               |                                                                                     |
| 2016 |                                    | Stoner Express                                    | Ґордон                               |                                                                                     |
| 2016 |                                    | White Island                                      | Кайлі                                |                                                                                     |
| 2018 |                                    | Tell It to the Bees                               | дорослий Чарлі                       | Озвучування                                                                         |
| 2021 | Гучний дім. Фільм                  | The Loud House Movie                              | Скотт, Риболов, другорядні персонажі | Озвучування                                                                         |
| 2021 |                                    | An Intrusion                                      | міністр Ферфілд                      |                                                                                     |
| 2021 |                                    | Walking with Herb                                 | Арчібальд "Арчі" Бортвік             |                                                                                     |
| 2021 |                                    | Invisible Manners                                 | Оповідач                             | Озвучування                                                                         |